# La Femme mystérieuse
Pour plus de détails, voir Fiche technique et Distribution.
La Femme mystérieuse (A Woman of Mystery) est un film britannique réalisé par Ernest Morris (en), sorti en 1958.

## Synopsis
En enquêtant sur le suicide d'une jeune femme, un journaliste découvre qu'il s'agit en fait d'un meurtre et met au jour une histoire de contrefaçon.

## Fiche technique
- Titre original : A Woman of Mystery
- Titre français : La Femme mystérieuse
- Réalisation : Ernest Morris (en)
- Scénario : Brian Clemens, Eldon Howard (en)
- Direction artistique : Eric Blakemore
- Photographie : James Wilson (en)
- Son : Allan H. Brown
- Montage : Maurice Rootes
- Musique : Edwin Astley, Albert Elms
- Production : Edward J. Danziger, Harry Lee Danziger
- Société de production : The Danzigers
- Société de distribution : United Artists
- Pays de production :  Royaume-Uni
- Langue originale : anglais
- Format : Noir et blanc — 35 mm — 1,37:1 — son mono
- Genre : film policier
- Durée : 71 minutes
- Date de sortie : Royaume-Uni : avril 1958

## Distribution
- Dermot Walsh : Ray Savage
- Hazel Court : Joy Grant
- Jennifer Jayne (en) : Ruby Ames
- Ferdy Mayne : André
- Ernest Clark : Harvey
- Diana Chesney : Mme Bassett
- Paul Dickson : Winter
- Michael Caine (non crédité)